# 各務原市総合福祉会館
各務原市総合福祉会館（かかみがはらしそうごうふくしかいかん）は、岐阜県各務原市にある各務原市が運営する公共施設。

## 施設概要

### 1階
- 各務原市保健相談センター
  - 健康管理課
  - 指導室
  - 検診室
  - 会議室
  - 休日急病診療所

### 2階
- さくら子ども館
- 各務原市社会福祉協議会
- 心身障害者小規模授産施設「虹の家」
- ボランティアルーム

### 3階
- コミュニティーセンター
  - 研修室
  - 集会室
  - 料理教室
  - 会議室
  - 遊戯室

### 4階
- 高齢者福祉センター
  - 訓練室
  - 作業室
  - 教養娯楽室

## アクセス

### 道路
- 国道21号「那加大東町」交差点より北へ。

### 公共交通機関
- 名鉄各務原線「各務原市役所前駅」下車、徒歩で約3分。
- 各務原市ふれあいバス那加・蘇原・稲羽・川島線：「各務原市役所前駅」バス停より徒歩で約3分。

## 周辺施設
- 各務原市産業文化センター
- 各務原市役所
- 名鉄各務原線各務原市役所前駅
- 各務原市立中央図書館
- 各務原市民公園
- 学びの森